# Док нисам срела тебе
Док нисам срела тебе (енгл. Me Before You) америчко-британски је филм из 2016. године. Режисер филма је Теа Шерок и представља адаптацију истоименог романа из 2012. године аутора Џоџо Мојес. Главне улоге тумаче Емилија Кларк, Сем Клафлин, Џена Колман, Чарлс Денс, Метју Луис, Џенет Мактир, Ванеса Кирби, Џоана Ламли и Стив Пикок.
Постављен у Уједињеном Краљевству, филм је снимљен на неколико историјских локација, као што су Замак Пембрук у Велсу и Чиниз Менор кући у Багинкемширу, Енглеска. Изашао 3. јуна 2016. године у Сједињеним Америчким Државама, филм је добио измешане критике и зарадио је 208 300.000 долара.

## Радња
Лу Кларк зна пуно ствари. Она зна колико корака има између аутобуске станице и куће. Она зна да воли да ради у продавници чаја Батерд Бан и зна да можда неће волети свог дечка Патрика. Оно што Лу не зна је да ће изгубити посао или да оно што долази оставиће је без здравог разума. Вил Трејнор зна да је аутомобилска несрећа одузела његову жељу за животом. Он зна да се сада све чини веома малим и прилично безвољним и да тачно зна како ће то зауставити. Оно што Вил не зна је да ће Лу улетети у његов свет у нереду боје. Ниједно од њих не зна да ће једно друго променити за сва времена.

## Улоге
| Глумац        | Улога                 |
| ------------- | --------------------- |
| Емилија Кларк | Луиза „Лу” Кларк      |
| Сем Клафлин   | Вилијам „Вил” Трејнор |
| Џена Колман   | Катрина „Трина” Кларк |
| Чарлс Денс    | Стивен Трејнор        |
| Џенет Мактир  | Камила Трејнор        |
| Метју Луис    | Патрик                |
| Брендан Којл  | Бернард Кларк         |
| Ванеса Кирби  | Алис Деворс           |
| Бен Лојд-Хјуз | Руперт Колинс         |
| Стив Пикок    | Нејтан                |
| Семанта Спиро | Џоузи Кларк           |
| Џоана Ламли   | Мери Лоринсон         |